# Фанта
Фанта (енгл. Fanta) је безалкохолно газирано пиће које производи Кока-Кола компанија са седиштем у Атланти.

## Историја
Кока-кола није могла да се продаје у нацистичкој Немачкој због проблема око транспорта насталих после Британског и Француског објављивања рата 1939. Фабрика се тада одвојила од Кока-кола компаније и почела је производњу Фанте од састојака који су били доступни у земљи. Након рата Кока-кола је повратила власништво над фабриком и у власништву је преузела формулу Фанте. По количини Бразил је највећи потрошач Фанте на свету. Фанта је популарнија у Европи него у Америци. Постоји преко 70 различитих укуса Фанте, већина доступних само у неким земљама. Неки исти укуси носе различита маркетиншка имена.

## Занимљивости
Фанта је добила име тако што је на састанку Кејт рекао да морају користити машту на шта је његов комерцијалиста рекао Фанта.